# يوهان هاينغيش لامبرت
يوهان هاينغيش لامبرت (بالإنجليزية: Johann Heinrich Lambert)‏ (ولد يوم 26 أغسطس 1728، توفي يوم 25 سبتمبر 1777) رياضياتي وفيزيائي وفلكي سويسري ولد في ميلوزن (الآن ميلوز، ألزاس، فرنسا). كان أبوه خياطًا فقيرًا، لذلك كان على لامبرت أن يناضل ليدفع مقابل تعليمه.
درس لامبرت شدة الضوء، فكان أول من قدم دالة زائدية في حساب المثلثات. وله ملاحظات في الهندسة اللاإقليدية. يعرف لامبرت بإثباته أن π هو عدد غير كسري وذلك في عام 1768م.
والعديد من إسقاط الخرائط في عام 1772 مثل إسقاط لامبرت الأسطواني متساوي المساحات.
استنبط لامبرت أيضًا نظرية تتعلق بالقطع المخروطي التي تسهل حساب مدارات المذنبات. كما اخترع أول مقياس للرطوبة، ومقياس ضوئي. ونشر في عام 1760 كتابًا باللاتينية عن انعكاس الضوء، حيث وردت فيه لأول مرة كلمة (albedo)، أي العاكسية، وهو قسم من الضوء أو الإشعاع الساقط والذي ينعكس على سطح ما. وفي عام 1761 افترض بأن النجوم القريبة من الشمس كانت جزءًا من مجموعة تسافر مع بعضها خلال درب التبانة، كما كان يوجد عدة مجموعات شمسية في المجرة. وقد تم تأكيد ما سبق من قبل سير ويليام هيرشل. كتب لامبرت أعمال تقليدية عن المناظير وأعمال تتعلق بالبصريات الهندسية.
وفي كتابه New Organon، درس لامبرت قواعد تمييز المظهر الذاتي عن المظهر الموضوعي. وهذا أدخله في علم البصريات. ويصف قانون بير لامبرت الطريقة التي يمتص بها الضوء. وفي كتابه: رسالة علم الكون في ترتيب الكون (بالإنجليزية: Cosmological Letters on the Arrangement of the Universe)‏ وضع مصطلحًا جديدًا وهو علم الظواهر (بالإنجليزية: phenomenology)‏. ويهتم بدارسة كيف تظهر الأشياء في عقل البشر.

## وصلات خارجية
- يوهان هاينغيش لامبرت على موقع الموسوعة البريطانية (الإنجليزية)
- يوهان هاينغيش لامبرت على موقع إن إن دي بي (الإنجليزية)